# Meridanatus
Meridanatus is een geslacht van hooiwagens uit de familie Cranaidae.
De wetenschappelijke naam Meridanatus is voor het eerst geldig gepubliceerd door Roewer in 1943. 

## Soorten
Meridanatus is monotypisch en omvat slechts de volgende soort:
- Meridanatus berlandi